# Fornello

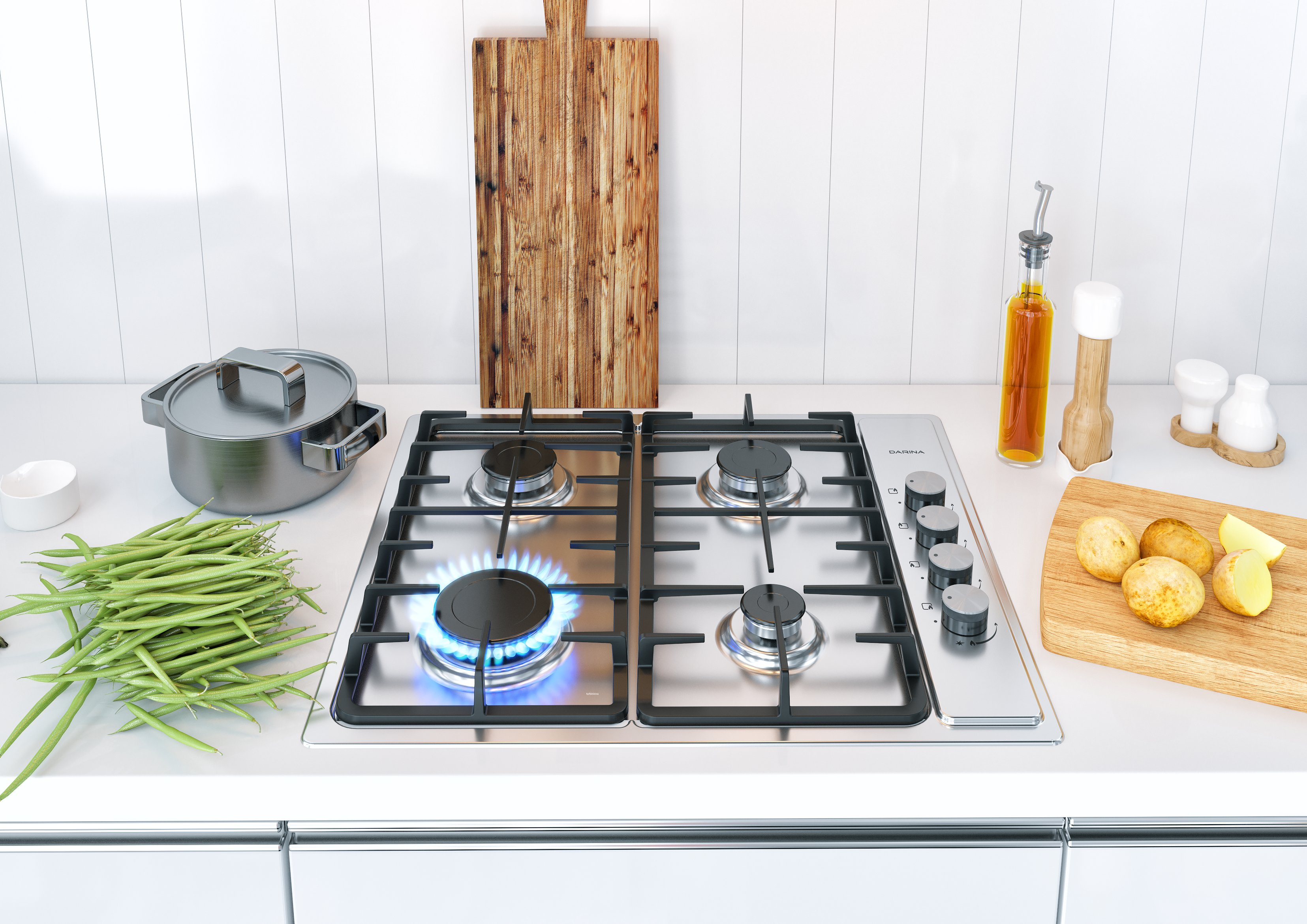
Un piano cottura con quattro fornelli a gas

Il fornello è un apparecchio, usato soprattutto in ambito domestico, in cucina, per cuocere o scaldare i cibi. Più fornelli vengono disposti in un piano cottura.
I tipi principali di fornello sono:
- Fornello a gas;
- Fornello elettrico;
- Fornello a induzione.

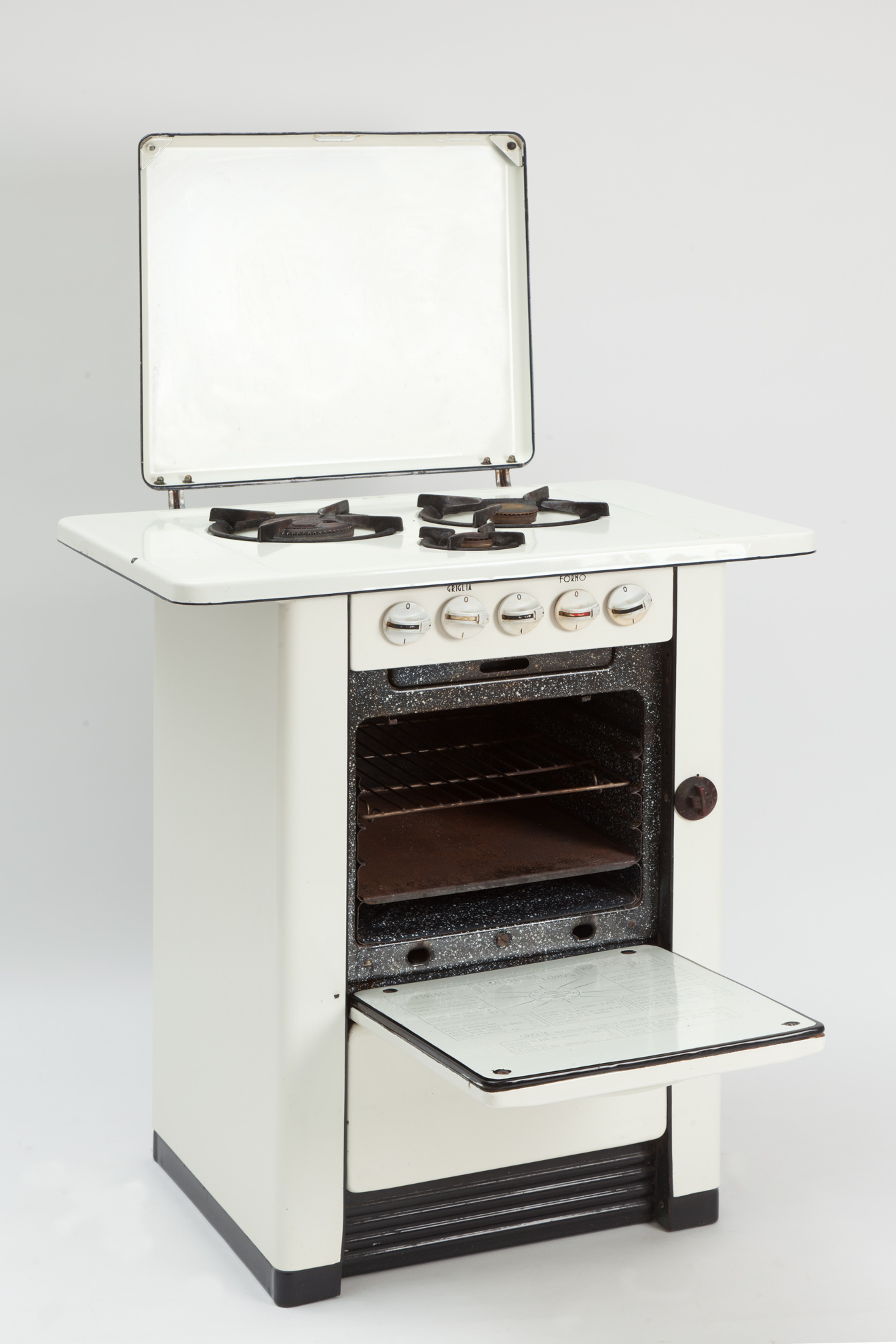
Cucina della metà XX secolo, con un forno sovrastato da un piano cottura (Museo nazionale della scienza e della tecnologia Leonardo da Vinci, Milano)

È una tra le principali cause di incidenti domestici.